# Wolfgang Danne
Wolfgang Danne, né le 9 décembre 1941 à Hildesheim et mort le 16 juin 2019 à Garmisch-Partenkirchen, est un patineur artistique allemand.

## Biographie

### Carrière sportive
Patinant en couple avec Sigrid Riechmann puis Margot Glockshuber, il est notamment médaillé de bronze olympique en 1968, vice-champion du monde et vice-champion d'Europe en 1967. Il compte aussi deux titres de champion d'Allemagne.

## Palmarès
Avec deux partenaires :
- Sigrid Riechmann (2 saisons : 1962-1964)
- Margot Glockshuber (4 saisons : 1964-1968)

| Compétitions                        | 1963 | 1964 |  | 1965 | 1966 | 1967 | 1968 |
| Jeux olympiques d'hiver             |      |      |  |      |      |      | 3e   |
| Championnats du monde               |      | 9e   |  | 11e  | 4e   | 2e   | F    |
| Championnats d’Europe               | 11e  | 6e   |  | 7e   | 3e   | 2e   | 4e   |
| Championnats d'Allemagne de l'Ouest | 3e   | 3e   |  | 2e   | 3e   | 1er  | 1er  |
| Légende : F = Forfait               |      |      |  |      |      |      |      |